# 小行星4212
小行星4212（4212 Sansyu-Asuke）是一颗围绕太阳公转的小行星。1987年9月28日，鈴木憲藏、浦田武在丰田市发现了此天体。
这颗小行星的绝对星等为343.50793827等。